# Lunahuaná
Lunahuaná ist ein kleines Dorf in der Provinz Cañete in Peru. Der Ort liegt ca. 187 km südlich von Lima im Lunahuaná-Tal am reißenden Fluss Río Cañete. Lunahuaná befindet sich 479 Meter über Meereshöhe. Durch die einzigartige Landschaft ist Lunahuaná ein sehr beliebtes Ausflugsziel sowohl für Peruaner als auch für Touristen. Beim Zensus 2017 wurden 2617 Einwohner gezählt, 10 Jahre zuvor 2529.

## Geschichte

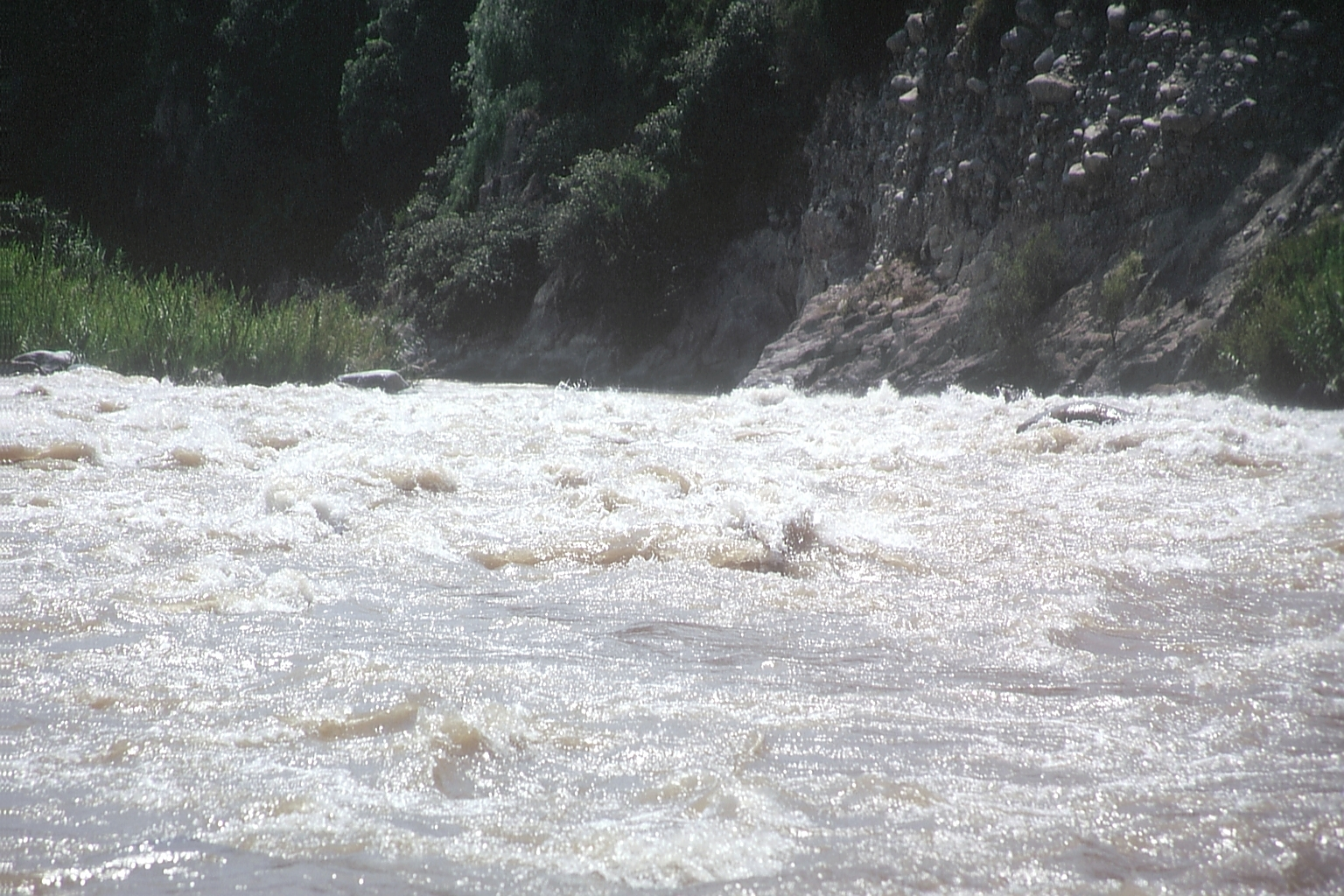
Reißender Río Cañete bei Lunahuaná

Der Name Lunahuaná kommt ursprünglich aus dem Quechua. Es setzt sich aus den Worten runa („Menschen“) und huanac („der, der bestraft“) zusammen. Die wörtliche Bedeutung ist also „der, der die Menschen bestraft“. Das Lunahuana-Tal war Ziel von Inka Eroberungszügen. Zunächst wurde das Tal von den Guarco besiedelt. Bedingt durch die natürlichen Hindernisse mit dem wilden Fluss Rio Cañete dauerten die Feldzüge der Inka drei bis vier Jahre. Noch heute erinnert die Ruine der Festung Incawasi acht Kilometer von Lunahuaná an die erfolgreiche Eroberung. Túpac Yupanqui war Teil dieser Feldzüge. Lunahuaná wurde offiziell 1821 als Marktflecken von Don José de San Martín gegründet.

## Sehenswürdigkeiten
Im Zentrum des Dorfes befindet sich die im Jahre 1690 vom Orden der Franziskaner erbaute katholische Kirche. Bei der Kirche befindet sich der für Lateinamerika typische Hauptplatz (Plaza de Armas). Im Jahr 1972 wurde die Kirche zum historischen Monument erklärt.
Die Hauptattraktion von Lunahuaná ist aber der Cañete-Fluss, der mit Stromschnellen bis Klasse 4 ein beliebtes Ziel für Wildwasser-Schlauchboot-Touren (Rafting) ist. Andere beliebte Aktivitäten sind Wandern, Mountain Biking, Gleitschirmfliegen und Fischen.
Acht Kilometer von Lunahuaná befindet sich die Inka Festung Incawasi. Der Komplex ist in drei Bereiche unterteilt. Da ist zunächst das Inka-Viertel (El Barrio Incaico). Es folgt ein religiöses Zentrum bzw. die sogenannten Colcas (El Barrio Religioso o de las Colcas). Colcas nannten die Inkas damals ihre Waren- und Lagerhäuser. Schließlich gibt es noch den Palast der Inkas (El Palacio del Inca).